# Ba (Ljig)
Ba (Ljig) (em cirílico: Ба) é uma vila da Sérvia localizada no município de Ljig, pertencente ao distrito de Kolubara. A sua população era de 476 habitantes segundo o censo de 2011.

## Demografia
| 1948  | 1953 | 1961 | 1971 | 1981 | 1991 | 2002 | 2011 |
| ----- | ---- | ---- | ---- | ---- | ---- | ---- | ---- |
| 1 005 | 979  | 956  | 867  | 760  | 694  | 605  | 476  |